# Кустышки
Ку́стышки — часть головного убора русского традиционного костюма Архангельской области. Кустышки представляют собой широкий платок из тафты красного цвета, сложенный в полосу шириной около 12 см и завязанный на повойник таким образом, чтобы узелок располагался на лбу, а кончики платка торчали в разные стороны. Носители традиции говорят, что: «кустышки должны стоять как ушки у зайчика».